# روغن سیاه

ایکتامول تولید شده توسط شرکت داروسازی حنان.

روغن سیاه یا ایکتیول ماده‌ای است با فرمول C۲۸H۳۶S۵O۶(NH۴)۲
این ماده در پزشکی سنتی برای بیرون کشیدن عفونت، چرک و غده‌های زیرپوستی و خارج کردن آنها بدون نیاز به جراحی استفاده می‌شود. از این ماده برای درمان کیست پیلونیدال و بیماری‌های مشابه در پزشکی سنتی استفاده می‌شود که جایگزین عمل جراحی این بیماری در پزشکی نوین است. این دارو برای کاربرد بیرونی است و خوردن آن آسیب‌رسان است.